# روبي ناش غارنت
روبي نـاش غارنت (بالإنجليزية: Ruby Nash Garnett)‏ هي مغنية أمريكية، ولدت في 15 يونيو 1934 في آكرون في الولايات المتحدة.